# 教務委員會
教務委員會（有时称为），又稱教務會、教務議會，是大學及學院的管治機構，通常負責學術事務。
大學的管治模式主要分為一院制及兩院制。 一院制模式的大學通常由校董會或校務委員會領導，可能亦設有教務委員會，但後者一般僅具諮詢作用。兩院制模式的大學則同時設有校董會及教務委員會，兩個機構職責不同但同等重要；此類大學通常是由校董會負責財務及策略，教務委員會則負責學術事務。